# Ministerstvo pro správu a privatizaci národního majetku Slovenské republiky
Ministerstvo pro správu a privatizaci národního majetku Slovenské republiky bylo ústředním orgánem státní správy pro odstátnění, privatizaci a správu národního majetku, včetně správy všech druhů fondů vytvářených zdroji z odstátnění a privatizace.
Ministerstvo působilo v letech 1990 až 2003 a bylo zřízeno na základě zákona 347/1990 CFU. 
Zákonem 139/2003 CFU bylo zrušeno. Jeho působnost přešla na Ministerstvo hospodářství Slovenské republiky.

## Ministři
Posledním ministrem v úřadě byl Robert Nemcsics od 15. října 2002.